# Élections cantonales de 2004 dans l'Orne
Les élections cantonales ont eu lieu les 21 et 28 mars 2004.
Lors de ces élections, 20 des 40 cantons de l'Orne ont été renouvelés. Elles ont vu la reconduction de la majorité UMP dirigée par Gérard Burel, président du conseil général depuis 1993.

## Résultats à l’échelle du département
Répartition départementale des résultats (2e tour).
- PS (12,75 %)
- DVG (17,08 %)
- Divers (2,94 %)
- UMP (45,27 %)
- UDF (7,42 %)
- DVD (14,53 %)

| Étiquette      | Étiquette                          | Premier tour | Premier tour | Second tour | Second tour | Sièges |
| Étiquette      | Étiquette                          | Voix         | %            | Voix        | %           | Sièges |
| -------------- | ---------------------------------- | ------------ | ------------ | ----------- | ----------- | ------ |
|                | Parti socialiste                   | 8 964        | 13,49        | 5 471       | 12,75       | 1      |
|                | Divers gauche                      | 8 221        | 12,37        | 7 329       | 17,08       | 2      |
|                | Parti communiste français          | 3 259        | 4,91         |             |             |        |
|                | Les Verts                          | 1 052        | 1,58         |             |             |        |
|                | Extrême gauche                     | 715          | 1,08         |             |             |        |
| Gauche         | Gauche                             | 22 211       | 33,43        | 12 800      | 29,83       | 3      |
|                |                                    |              |              |             |             |        |
|                | Union pour un mouvement populaire  | 19 159       | 28,84        | 19 422      | 45,27       | 9      |
|                | Divers droite                      | 11 440       | 17,22        | 6 231       | 14,53       | 6      |
|                | Front national                     | 8 960        | 13,49        |             |             |        |
|                | Union pour la démocratie française | 3 832        | 5,77         | 3 183       | 7,42        | 2      |
|                | Extrême droite                     | 35           | 0,05         |             |             |        |
| Droite         | Droite                             | 43 426       | 65,37        | 28 836      | 67,22       | 17     |
|                |                                    |              |              |             |             |        |
|                | Divers                             | 797          | 1,20         | 1 262       | 2,94        | 0      |
|                |                                    |              |              |             |             |        |
| Inscrits       | Inscrits                           | 107 749      | 100,00       | 67 705      | 100,00      |        |
| Abstention     | Abstention                         | 37 437       | 34,74        | 22 223      | 32,82       |        |
| Votants        | Votants                            | 70 312       | 65,26        | 45 482      | 67,18       |        |
| Blancs et nuls | Blancs et nuls                     | 3 878        | 5,52         | 2 584       | 5,68        |        |
| Exprimés       | Exprimés                           | 66 434       | 94,48        | 42 898      | 94,32       |        |

## Résultats par canton

### Canton d'Alençon-3
| Candidats      | Candidats        | Étiquette      | Premier tour | Premier tour | Second tour | Second tour |
| Candidats      | Candidats        | Étiquette      | Voix         | %            | Voix        | %           |
| -------------- | ---------------- | -------------- | ------------ | ------------ | ----------- | ----------- |
|                | Alain Lambert    | UMP            | 2 692        | 44,93        | 3 220       | 50,20       |
|                | Alain Berthelot  | DVG            | 2 057        | 34,33        | 3 194       | 49,80       |
|                | Janine Tanoue    | FN             | 612          | 10,21        |             |             |
|                | Jean-Yves Mitton | EXG            | 260          | 4,34         |             |             |
|                | Roselyne Lamard  | DVG            | 234          | 3,91         |             |             |
|                | Dominique Bellet | PCF            | 137          | 2,29         |             |             |
|                |                  |                |              |              |             |             |
| Inscrits       | Inscrits         | Inscrits       | 9 533        | 100,00       | 9 533       | 100,00      |
| Abstention     | Abstention       | Abstention     | 3 352        | 35,16        | 2 892       | 30,34       |
| Votants        | Votants          | Votants        | 6 181        | 64,84        | 6 641       | 69,66       |
| Blancs et nuls | Blancs et nuls   | Blancs et nuls | 189          | 3,06         | 227         | 3,42        |
| Exprimés       | Exprimés         | Exprimés       | 5 992        | 96,94        | 6 414       | 96,58       |

### Canton d'Argentan-Ouest
| Candidats      | Candidats           | Étiquette      | Premier tour | Premier tour | Second tour | Second tour |
| Candidats      | Candidats           | Étiquette      | Voix         | %            | Voix        | %           |
| -------------- | ------------------- | -------------- | ------------ | ------------ | ----------- | ----------- |
|                | Pierre Pavis        | PS             | 1 170        | 27,60        | 2 005       | 47,09       |
|                | Xavier Jaglin       | UMP            | 916          | 21,61        | 2 253       | 52,91       |
|                | Guy Martin          | DVD            | 672          | 15,85        |             |             |
|                | Brigitte Lecœur     | FN             | 529          | 12,48        |             |             |
|                | Jean-Jack Denoual   | UMP            | 400          | 9,44         |             |             |
|                | Jean-Louis Mustiere | PCF            | 329          | 7,76         |             |             |
|                | Agnès Montier       | EXG            | 223          | 5,26         |             |             |
|                |                     |                |              |              |             |             |
| Inscrits       | Inscrits            | Inscrits       | 7 286        | 100,00       | 7 286       | 100,00      |
| Abstention     | Abstention          | Abstention     | 2 796        | 38,37        | 2 564       | 35,19       |
| Votants        | Votants             | Votants        | 4 490        | 61,63        | 4 722       | 64,81       |
| Blancs et nuls | Blancs et nuls      | Blancs et nuls | 251          | 5,59         | 464         | 9,83        |
| Exprimés       | Exprimés            | Exprimés       | 4 239        | 94,41        | 4 258       | 90,17       |

### Canton de Bellême
| Candidats      | Candidats                   | Étiquette      | Premier tour | Premier tour | Second tour | Second tour |
| Candidats      | Candidats                   | Étiquette      | Voix         | %            | Voix        | %           |
| -------------- | --------------------------- | -------------- | ------------ | ------------ | ----------- | ----------- |
|                | Jean-François de Caffarelli | DVD            | 1 383        | 49,57        | 1 825       | 65,55       |
|                | Michel Offret               | PS             | 525          | 18,82        | 959         | 34,45       |
|                | Nathalie Ruby               | FN             | 414          | 14,84        |             |             |
|                | Thierry Cortot              | DVD            | 212          | 7,60         |             |             |
|                | Jean Nourry                 | DVD            | 111          | 3,98         |             |             |
|                | Dominique Mazire            | PCF            | 76           | 2,72         |             |             |
|                | Didier Fiocca               | DVD            | 69           | 2,47         |             |             |
|                |                             |                |              |              |             |             |
| Inscrits       | Inscrits                    | Inscrits       | 4 543        | 100,00       | 4 543       | 100,00      |
| Abstention     | Abstention                  | Abstention     | 1 630        | 35,88        | 1 594       | 35,09       |
| Votants        | Votants                     | Votants        | 2 913        | 64,12        | 2 949       | 64,91       |
| Blancs et nuls | Blancs et nuls              | Blancs et nuls | 123          | 4,22         | 165         | 5,60        |
| Exprimés       | Exprimés                    | Exprimés       | 2 790        | 95,78        | 2 784       | 94,40       |

### Canton de Briouze
| Candidats      | Candidats          | Étiquette      | Premier tour | Premier tour | Second tour | Second tour |
| Candidats      | Candidats          | Étiquette      | Voix         | %            | Voix        | %           |
| -------------- | ------------------ | -------------- | ------------ | ------------ | ----------- | ----------- |
|                | Jenny Corbeau*     | UMP            | 869          | 37,98        | 1 043       | 44,21       |
|                | Jean-Pierre Salles | DVD            | 841          | 36,76        | 1 316       | 55,79       |
|                | Joëlle Cheuvry     | FN             | 260          | 11,36        |             |             |
|                | David Launay       | EXG            | 232          | 10,14        |             |             |
|                | Joël Rouault       | PCF            | 76           | 3,32         |             |             |
|                | Nicole Rapanakis   | EXD            | 10           | 0,44         |             |             |
|                |                    |                |              |              |             |             |
| Inscrits       | Inscrits           | Inscrits       | 3 532        | 100,00       | 3 532       | 100,00      |
| Abstention     | Abstention         | Abstention     | 1 126        | 31,88        | 1 034       | 29,28       |
| Votants        | Votants            | Votants        | 2 406        | 68,12        | 2 498       | 70,72       |
| Blancs et nuls | Blancs et nuls     | Blancs et nuls | 118          | 4,90         | 139         | 5,56        |
| Exprimés       | Exprimés           | Exprimés       | 2 288        | 95,10        | 2 359       | 94,44       |

*sortant

### Canton de Carrouges
| Candidats      | Candidats              | Étiquette      | Premier tour | Premier tour |
| Candidats      | Candidats              | Étiquette      | Voix         | %            |
| -------------- | ---------------------- | -------------- | ------------ | ------------ |
|                | Eugène-Loic Ermessent* | DVD            | 1 337        | 58,82        |
|                | Sophie Cheuvry         | FN             | 475          | 20,90        |
|                | Christian Poujard      | PCF            | 461          | 20,28        |
|                |                        |                |              |              |
| Inscrits       | Inscrits               | Inscrits       | 3 820        | 100,00       |
| Abstention     | Abstention             | Abstention     | 1 251        | 32,75        |
| Votants        | Votants                | Votants        | 2 569        | 67,25        |
| Blancs et nuls | Blancs et nuls         | Blancs et nuls | 296          | 11,52        |
| Exprimés       | Exprimés               | Exprimés       | 2 273        | 88,48        |

*sortant

### Canton de Domfront
| Candidats      | Candidats         | Étiquette      | Premier tour | Premier tour |
| Candidats      | Candidats         | Étiquette      | Voix         | %            |
| -------------- | ----------------- | -------------- | ------------ | ------------ |
|                | Robert Loquet*    | UMP            | 2 560        | 52,00        |
|                | François Williams | DVG            | 1 519        | 30,86        |
|                | Pascal Lecointre  | FN             | 628          | 12,76        |
|                | Pierre Dutois     | PCF            | 216          | 4,39         |
|                |                   |                |              |              |
| Inscrits       | Inscrits          | Inscrits       | 8 311        | 100,00       |
| Abstention     | Abstention        | Abstention     | 3 020        | 36,34        |
| Votants        | Votants           | Votants        | 5 291        | 63,66        |
| Blancs et nuls | Blancs et nuls    | Blancs et nuls | 368          | 6,96         |
| Exprimés       | Exprimés          | Exprimés       | 4 923        | 93,04        |

*sortant

### Canton d'Exmes
| Candidats      | Candidats        | Étiquette      | Premier tour | Premier tour |
| Candidats      | Candidats        | Étiquette      | Voix         | %            |
| -------------- | ---------------- | -------------- | ------------ | ------------ |
|                | Patrick Mussat*  | UMP            | 1 151        | 76,02        |
|                | Alain Toussaint  | PCF            | 198          | 13,08        |
|                | Francine Lavanry | FN             | 165          | 10,90        |
|                |                  |                |              |              |
| Inscrits       | Inscrits         | Inscrits       | 2 205        | 100,00       |
| Abstention     | Abstention       | Abstention     | 623          | 28,25        |
| Votants        | Votants          | Votants        | 1 582        | 71,75        |
| Blancs et nuls | Blancs et nuls   | Blancs et nuls | 68           | 4,30         |
| Exprimés       | Exprimés         | Exprimés       | 1 514        | 95,70        |

*sortant

### Canton de Flers-Nord
| Candidats      | Candidats             | Étiquette      | Premier tour | Premier tour | Second tour | Second tour |
| Candidats      | Candidats             | Étiquette      | Voix         | %            | Voix        | %           |
| -------------- | --------------------- | -------------- | ------------ | ------------ | ----------- | ----------- |
|                | Gérard Colin*         | DVG            | 2 506        | 41,72        | 3 594       | 59,01       |
|                | Catherine Havas       | UMP            | 1 895        | 31,55        | 2 496       | 40,99       |
|                | Caroline Cheuvry      | FN             | 900          | 14,99        |             |             |
|                | Yann Lepinay          | Verts          | 490          | 8,16         |             |             |
|                | Bernard Lecharpentier | PCF            | 215          | 3,58         |             |             |
|                |                       |                |              |              |             |             |
| Inscrits       | Inscrits              | Inscrits       | 9 931        | 100,00       | 9 931       | 100,00      |
| Abstention     | Abstention            | Abstention     | 3 672        | 36,98        | 3 510       | 35,34       |
| Votants        | Votants               | Votants        | 6 259        | 63,02        | 6 421       | 64,66       |
| Blancs et nuls | Blancs et nuls        | Blancs et nuls | 253          | 4,04         | 331         | 5,15        |
| Exprimés       | Exprimés              | Exprimés       | 6 006        | 95,96        | 6 090       | 94,85       |

*sortant

### Canton de Flers-Sud
| Candidats      | Candidats      | Étiquette      | Premier tour | Premier tour |
| Candidats      | Candidats      | Étiquette      | Voix         | %            |
| -------------- | -------------- | -------------- | ------------ | ------------ |
|                | Yves Goasdoué* | PS             | 3 821        | 66,67        |
|                | André Auvray   | FN             | 1 250        | 21,81        |
|                | Yves Doumeau   | DVG            | 397          | 6,93         |
|                | Jean Chatelais | PCF            | 263          | 4,59         |
|                | Bruno Bertoli  | Verts          | 0            | 0,00         |
|                |                |                |              |              |
| Inscrits       | Inscrits       | Inscrits       | 9 994        | 100,00       |
| Abstention     | Abstention     | Abstention     | 3 514        | 35,16        |
| Votants        | Votants        | Votants        | 6 480        | 64,84        |
| Blancs et nuls | Blancs et nuls | Blancs et nuls | 749          | 11,56        |
| Exprimés       | Exprimés       | Exprimés       | 5 731        | 88,44        |

*sortant

### Canton de Juvigny-sous-Andaine
| Candidats      | Candidats           | Étiquette      | Premier tour | Premier tour | Second tour | Second tour |
| Candidats      | Candidats           | Étiquette      | Voix         | %            | Voix        | %           |
| -------------- | ------------------- | -------------- | ------------ | ------------ | ----------- | ----------- |
|                | Jean-Pierre Blouet* | UDF            | 1 637        | 46,73        | 2 084       | 59,87       |
|                | Daniel Goulet       | UMP            | 980          | 27,98        | 1 397       | 40,13       |
|                | Didier Thevenard    | PS             | 446          | 12,73        |             |             |
|                | Loïc Bouquerel      | FN             | 283          | 8,08         |             |             |
|                | Octave Flechard     | DVD            | 105          | 3,00         |             |             |
|                | Claude Rouault      | PCF            | 52           | 1,48         |             |             |
|                |                     |                |              |              |             |             |
| Inscrits       | Inscrits            | Inscrits       | 5 447        | 100,00       | 5 447       | 100,00      |
| Abstention     | Abstention          | Abstention     | 1 746        | 32,05        | 1 640       | 30,11       |
| Votants        | Votants             | Votants        | 3 701        | 67,95        | 3 807       | 69,89       |
| Blancs et nuls | Blancs et nuls      | Blancs et nuls | 198          | 5,35         | 326         | 8,56        |
| Exprimés       | Exprimés            | Exprimés       | 3 503        | 94,65        | 3 481       | 91,44       |

*sortant

### Canton de L'Aigle-Ouest
| Candidats      | Candidats             | Étiquette      | Premier tour | Premier tour | Second tour | Second tour |
| Candidats      | Candidats             | Étiquette      | Voix         | %            | Voix        | %           |
| -------------- | --------------------- | -------------- | ------------ | ------------ | ----------- | ----------- |
|                | Jean-Pierre Yvon*     | UMP            | 1 267        | 31,80        | 1 546       | 37,32       |
|                | Anne-Marie Moretti    | PS             | 1 060        | 26,61        | 1 498       | 36,16       |
|                | Jean-Marie Vercruysse | UDF            | 1 009        | 25,33        | 1 099       | 26,53       |
|                | Bernard Allain        | FN             | 536          | 13,45        |             |             |
|                | Jeanne Hardy          | PCF            | 112          | 2,81         |             |             |
|                | Stéphane Gonet        | DVG            | 0            | 0,00         |             |             |
|                |                       |                |              |              |             |             |
| Inscrits       | Inscrits              | Inscrits       | 6 482        | 100,00       | 6 480       | 100,00      |
| Abstention     | Abstention            | Abstention     | 2 371        | 36,58        | 2 220       | 34,26       |
| Votants        | Votants               | Votants        | 4 111        | 63,42        | 4 260       | 65,74       |
| Blancs et nuls | Blancs et nuls        | Blancs et nuls | 127          | 3,09         | 117         | 2,75        |
| Exprimés       | Exprimés              | Exprimés       | 3 984        | 96,91        | 4 143       | 97,25       |

*sortant

### Canton de Longny-au-Perche
| Candidats      | Candidats       | Étiquette      | Premier tour | Premier tour |
| Candidats      | Candidats       | Étiquette      | Voix         | %            |
| -------------- | --------------- | -------------- | ------------ | ------------ |
|                | Jackie Legault* | DVD            | 1 298        | 65,59        |
|                | Frédéric Ruby   | FN             | 423          | 21,37        |
|                | Colette Jacob   | PCF            | 258          | 13,04        |
|                |                 |                |              |              |
| Inscrits       | Inscrits        | Inscrits       | 3 356        | 100,00       |
| Abstention     | Abstention      | Abstention     | 1 244        | 37,07        |
| Votants        | Votants         | Votants        | 2 112        | 62,93        |
| Blancs et nuls | Blancs et nuls  | Blancs et nuls | 133          | 6,30         |
| Exprimés       | Exprimés        | Exprimés       | 1 979        | 93,70        |

*sortant

### Canton du Merlerault
| Candidats      | Candidats              | Étiquette      | Premier tour | Premier tour | Second tour | Second tour |
| Candidats      | Candidats              | Étiquette      | Voix         | %            | Voix        | %           |
| -------------- | ---------------------- | -------------- | ------------ | ------------ | ----------- | ----------- |
|                | Philippe Bigot         | UMP            | 1 081        | 48,58        | 1 266       | 57,00       |
|                | Alain Georges          | DVG            | 316          | 14,20        | 541         | 24,36       |
|                | Jean-Claude Vecchiatto | DVD            | 316          | 14,20        | 414         | 18,64       |
|                | Alain Jeanne           | PS             | 257          | 11,55        |             |             |
|                | Lionel Stiefel         | FN             | 206          | 9,26         |             |             |
|                | Anita Jardet           | PCF            | 49           | 2,20         |             |             |
|                |                        |                |              |              |             |             |
| Inscrits       | Inscrits               | Inscrits       | 3 396        | 100,00       | 3 396       | 100,00      |
| Abstention     | Abstention             | Abstention     | 1 098        | 32,33        | 1 079       | 31,77       |
| Votants        | Votants                | Votants        | 2 298        | 67,67        | 2 317       | 68,23       |
| Blancs et nuls | Blancs et nuls         | Blancs et nuls | 73           | 3,18         | 96          | 4,14        |
| Exprimés       | Exprimés               | Exprimés       | 2 225        | 96,82        | 2 221       | 95,86       |

### Canton de Mortrée
| Candidats      | Candidats                 | Étiquette      | Premier tour | Premier tour |
| Candidats      | Candidats                 | Étiquette      | Voix         | %            |
| -------------- | ------------------------- | -------------- | ------------ | ------------ |
|                | Claude Duval*             | DVG            | 1 192        | 56,23        |
|                | Gearges-Raoul D'Harambure | DVD            | 600          | 28,30        |
|                | Lydie Cheuvry             | FN             | 243          | 11,46        |
|                | Daniel Mauduit            | PCF            | 85           | 4,01         |
|                |                           |                |              |              |
| Inscrits       | Inscrits                  | Inscrits       | 3 150        | 100,00       |
| Abstention     | Abstention                | Abstention     | 955          | 30,32        |
| Votants        | Votants                   | Votants        | 2 195        | 69,68        |
| Blancs et nuls | Blancs et nuls            | Blancs et nuls | 75           | 3,42         |
| Exprimés       | Exprimés                  | Exprimés       | 2 120        | 96,58        |

*sortant

### Canton de Moulins-la-Marche
| Candidats      | Candidats              | Étiquette      | Premier tour | Premier tour |
| Candidats      | Candidats              | Étiquette      | Voix         | %            |
| -------------- | ---------------------- | -------------- | ------------ | ------------ |
|                | Jean-Pierre Chevalier* | DVD            | 1 296        | 69,12        |
|                | Mireille Lemercier     | FN             | 339          | 18,08        |
|                | Alfred Piquet          | PCF            | 240          | 12,80        |
|                |                        |                |              |              |
| Inscrits       | Inscrits               | Inscrits       | 3 100        | 100,00       |
| Abstention     | Abstention             | Abstention     | 1 067        | 34,42        |
| Votants        | Votants                | Votants        | 2 033        | 65,58        |
| Blancs et nuls | Blancs et nuls         | Blancs et nuls | 158          | 7,77         |
| Exprimés       | Exprimés               | Exprimés       | 1 875        | 92,23        |

*sortant

### Canton de Passais
| Candidats      | Candidats             | Étiquette      | Premier tour | Premier tour |
| Candidats      | Candidats             | Étiquette      | Voix         | %            |
| -------------- | --------------------- | -------------- | ------------ | ------------ |
|                | Christophe Gallienne* | DVD            | 1 175        | 57,74        |
|                | Claude Lecherbonnier  | UMP            | 636          | 31,25        |
|                | Brigitte Stiefel      | FN             | 142          | 6,98         |
|                | Daniel Postaire       | PCF            | 82           | 4,03         |
|                |                       |                |              |              |
| Inscrits       | Inscrits              | Inscrits       | 3 060        | 100,00       |
| Abstention     | Abstention            | Abstention     | 911          | 29,77        |
| Votants        | Votants               | Votants        | 2 149        | 70,23        |
| Blancs et nuls | Blancs et nuls        | Blancs et nuls | 114          | 5,30         |
| Exprimés       | Exprimés              | Exprimés       | 2 035        | 94,70        |

*sortant

### Canton de Pervenchères
| Candidats      | Candidats         | Étiquette      | Premier tour | Premier tour |
| Candidats      | Candidats         | Étiquette      | Voix         | %            |
| -------------- | ----------------- | -------------- | ------------ | ------------ |
|                | Antoine Perrault* | UDF            | 1 186        | 64,25        |
|                | Michel Vivet      | PS             | 288          | 15,60        |
|                | Christian Auban   | FN             | 274          | 14,84        |
|                | Jeanne Bertereau  | PCF            | 98           | 5,31         |
|                |                   |                |              |              |
| Inscrits       | Inscrits          | Inscrits       | 3 046        | 100,00       |
| Abstention     | Abstention        | Abstention     | 1 097        | 36,01        |
| Votants        | Votants           | Votants        | 1 949        | 63,99        |
| Blancs et nuls | Blancs et nuls    | Blancs et nuls | 103          | 5,28         |
| Exprimés       | Exprimés          | Exprimés       | 1 846        | 94,72        |

*sortant

### Canton du Theil
| Candidats      | Candidats          | Étiquette      | Premier tour | Premier tour | Second tour | Second tour |
| Candidats      | Candidats          | Étiquette      | Voix         | %            | Voix        | %           |
| -------------- | ------------------ | -------------- | ------------ | ------------ | ----------- | ----------- |
|                | Gilles de Courson* | UMP            | 1 588        | 49,92        | 1 904       | 60,79       |
|                | François Goulet    | DVD            | 662          | 20,81        | 1 228       | 39,21       |
|                | Christian Gorev    | FN             | 426          | 13,39        |             |             |
|                | Philippe Volcker   | Verts          | 335          | 10,53        |             |             |
|                | Yvette Colin       | PCF            | 170          | 5,34         |             |             |
|                |                    |                |              |              |             |             |
| Inscrits       | Inscrits           | Inscrits       | 5 368        | 100,00       | 5 368       | 100,00      |
| Abstention     | Abstention         | Abstention     | 2 025        | 37,72        | 1 990       | 37,07       |
| Votants        | Votants            | Votants        | 3 343        | 62,28        | 3 378       | 62,93       |
| Blancs et nuls | Blancs et nuls     | Blancs et nuls | 162          | 4,85         | 246         | 7,28        |
| Exprimés       | Exprimés           | Exprimés       | 3 181        | 95,15        | 3 132       | 92,72       |

*sortant

### Canton de Tinchebray
| Candidats      | Candidats           | Étiquette      | Premier tour | Premier tour | Second tour | Second tour |
| Candidats      | Candidats           | Étiquette      | Voix         | %            | Voix        | %           |
| -------------- | ------------------- | -------------- | ------------ | ------------ | ----------- | ----------- |
|                | Jérôme Nury         | UMP            | 1 803        | 41,23        | 2 051       | 45,50       |
|                | Thierry Aubin       | DVD            | 1 182        | 27,03        | 1 448       | 32,12       |
|                | Michel Lecardronnel | PS             | 858          | 19,62        | 1 009       | 22,38       |
|                | Albert Beauvais     | FN             | 424          | 9,70         |             |             |
|                | Michel Lebailly     | PCF            | 81           | 1,85         |             |             |
|                | René Feron          | EXD            | 25           | 0,57         |             |             |
|                |                     |                |              |              |             |             |
| Inscrits       | Inscrits            | Inscrits       | 6 578        | 100,00       | 6 578       | 100,00      |
| Abstention     | Abstention          | Abstention     | 2 031        | 30,88        | 1 916       | 29,13       |
| Votants        | Votants             | Votants        | 4 547        | 69,12        | 4 662       | 70,87       |
| Blancs et nuls | Blancs et nuls      | Blancs et nuls | 174          | 3,83         | 154         | 3,30        |
| Exprimés       | Exprimés            | Exprimés       | 4 373        | 96,17        | 4 508       | 96,70       |

### Canton de Vimoutiers
| Candidats      | Candidats         | Étiquette      | Premier tour | Premier tour | Second tour | Second tour |
| Candidats      | Candidats         | Étiquette      | Voix         | %            | Voix        | %           |
| -------------- | ----------------- | -------------- | ------------ | ------------ | ----------- | ----------- |
|                | Guy Romain*       | UMP            | 1 321        | 37,14        | 2 246       | 64,03       |
|                | Jean-Paul Tancrez | SE             | 797          | 22,41        | 1 262       | 35,97       |
|                | Jean-Luc Delfour  | PS             | 539          | 15,15        |             |             |
|                | Claude Guitton    | FN             | 431          | 12,12        |             |             |
|                | Alain Herve       | Verts          | 227          | 6,38         |             |             |
|                | Daniel Gaudemer   | DVD            | 181          | 5,09         |             |             |
|                | Nicolas Ledentu   | PCF            | 61           | 1,71         |             |             |
|                |                   |                |              |              |             |             |
| Inscrits       | Inscrits          | Inscrits       | 5 611        | 100,00       | 5 611       | 100,00      |
| Abstention     | Abstention        | Abstention     | 1 908        | 34,00        | 1 784       | 31,79       |
| Votants        | Votants           | Votants        | 3 703        | 66,00        | 3 827       | 68,21       |
| Blancs et nuls | Blancs et nuls    | Blancs et nuls | 146          | 3,94         | 319         | 8,34        |
| Exprimés       | Exprimés          | Exprimés       | 3 557        | 96,06        | 3 508       | 91,66       |

*sortant